# The Fable of the Two Mandolin Players and the Willing Performer
The Fable of the Two Mandolin Players and the Willing Performer è un cortometraggio muto del 1914. Il nome del regista non viene riportato; il soggetto è tratto da una storia di George Ade.

## Produzione
Il film fu prodotto dalla Essanay Film Manufacturing Company.

## Distribuzione
Distribuito dalla General Film Company, il film - un cortometraggio a una bobina - uscì nelle sale cinematografiche USA il 1º luglio 1914.